# محمد ولد الغزواني
محمد ولد الشيخ محمد أحمد ولد الغزواني (1956 في بومديد -)؛ المعروف اختصارًا بـولد الغزواني، أو غزواني، هو الرئيس الحالي والعاشر للجمهورية الإسلامية الموريتانية، يتولى منصب الرئيس منذ شهر أغسطس 2019، وقد سبق له أن شغل منصب وزير الدفاع في حكم سلفه محمد ولد عبد العزيز، كما كان قائدا عاما للجيوش لمدة عشر سنوات. وفي 1 يوليو 2024 أعلنت اللجنة الوطنية المستقلة للانتخابات في موريتانيا فوز ولد الغزواني في الانتخابات الرئاسية ليتولى رئاسة البلاد لعهدة رئاسية جديدة.
في الفاتح من مارس 2019 أعلن محمد ولد الغزواني ترشّحه للرئاسة خلفًا للرئيس المنتهية ولايته محمد ولد عبد العزيز، وفي يونيو 2019 أعلنت لجنة الانتخابات المركزية فوزه برئاسة الجمهورية بنسبة 52%. وقد سبق له أن شغل مناصب عسكريّة وأمنيّة رفيعة من بينها: الإدارة العامّة للأمن الوطني، قيادة الأركان، وقيادة الأركان العامّة للجيوش التي استمرّ فيها إلى أن عُيِّن وزيرًا للدفاع في أكتوبر 2018، أسابيع قليلة قبل تقاعده. بنى موريتانيا وأسّس السياسة الدفاعية الموريتانية التي جعلت من البلاد استثناءً في منطقة الساحل، حيث لم تتعرض لأي هجوم منذ عام 2011.

## السيرة الذاتية

### الأصول
وُلد غزواني بمدينة بومديد (108 كلم شمال مدينة كيفة، عاصمة ولاية لعصابة) وسط البلاد لأسرة من مشيخات الصوفية التقليدية، لها نفوذ روحي وصلات اجتماعية قوية مع حضور اقتصادي خاصة في أدرار ولعصابة وتكانت والحوض الغربي، وتلقى تعليمه المحظري بين ذويه حتى حفظ القرآن الكريم ودرس نصوصا فقهية ولغوية.

### المسار في الخدمة العسكرية
حصل محمد ولد الغزواني على البكالوريا عام 1977 في مدينة روصو (موريتانيا) ثم التحق بالجيش الوطني في العام التالي.
تلقى تدريبا في صفوف ضباط الأكاديمية العسكرية الملكية بمكناس بالمغرب. وأنهى دراسته بدرجة الماجستير في العلوم الإدارية والعسكرية والعديد من المؤهلات والتدريبات العسكرية. وهو أول رئيس موريتاني يحمل شهادة ماجستير، ويتحدث ثلاث لغات العربية والإنجليزية والفرنسية
من 1987 إلى 1991، كان الغزواني مساعدًا للرئيس معاوية ولد سيد أحمد الطايع.
ثم في أوائل التسعينيات سافر إلى العراق للتدرب على سلاح الفرسان قبل أن يعود لقيادة الكتيبة المدرعة. ثم تولى رئاسة المكتب الثاني للجيش الموريتاني المسؤول عن المخابرات العسكرية.
في 6 أوت 2008، تم تعيين الغزواني رئيسًا لأركان القوات المسلحة. ثم بعد أشهر قليلة، مديرا عاما للأمن القومي في حكومة عبد العزيز.

### الحياة السياسية

#### وزيرا للدفاع
قاد محمد ولد الغزواني الجيش الموريتاني لمدة 10 سنوات قبل أن يصبح وزيرا للدفاع من 2018 إلى 2019.

#### انتخابات 2019
يعتبر محمد ولد الغزواني المرشح المدعوم من قبل رئيس الجمهورية المنتهية ولايته محمد ولد عبد العزيز في الانتخابات الرئاسية لشهر يونيو 2019، انتخب في الجولة الأولى بنسبة 52.01٪ من الأصوات، متقدما على بيرام داه عبيد الذي حصل على 18.59٪. ثم بدعم من المجلس الدستوري وتم تنصيبه في غرة جويلية 2019 وأدى اليمين في 11 أوت 2019.
حضر خلال حفل تنصيبه، 11 رئيس دولة أفريقي، من بينهم ماكي سال والحسن واتارا، الذين حضروا ليشهدوا أول انتقال ديمقراطي في موريتانيا، حيث تكررت الانقلابات العسكرية المتعاقبة. أعلن رئيس كوت ديفوار، الحسن واتارا، بهذه المناسبة: «إن نقل السلطة من رئيس منتخب إلى رئيس منتخب آخر هو أمر مهم للغاية للديمقراطية في أفريقيا» في إشارة إلى الجانب الواعد لهذا الانتقال السلمي للسلطة.
وهو كرئيس الأركان السابق من 2008 إلى 2018، يعتبر شخصية توافقية والفاعل الرئيسي لنجاحات الجيش الموريتاني حيث يعود تاريخ الهجوم الإرهابي الأخير في موريتانيا إلى جويلية 2011. وبحسب آلان أنتيل الخبير بالمعهد الفرنسي للعلاقات الدولية، فإن ولد الغزواني "منظم للغاية ويحظى بتقدير كبير في الجيش الموريتاني.
وبعد فترة وجيزة من وصوله إلى السلطة، بدأ سلسلة من المشاورات مع جماعات المجتمع المدني والمعارضة. بالإضافة إلى ذلك، عاد بعض الفنانين الموريتانيين ورجال الأعمال المهمين مثل محمد ولد بوعماتو إلى البلاد وكذلك بيرام داه عبيد وهو شخصية  معروفة في محاربة العبودية وخصم سابق للانتخابات الرئاسية، الذي أعلن بعد ذلك أنه «لاحظ الكثير من الاعتدال والتوازن» في الرئيس الجديد.

#### رئاسة الجمهورية
بعد انتخابه رئيسا، نصّب الوحدة الوطنية والحوار في المقدمة، وتمنى «تحقيق توافق وطني حول القضايا الجوهرية التي تواجه البلاد، وإجراء إصلاحات من أجل سيادة القانون، بما يؤدي إلى تطوير الحياة السياسية».
وقد روّج للدبلوماسية السلمية مع شركائه الدوليين معتبرا نفسه كشريك متميز للغربيين في مكافحة الإرهاب في منطقة الساحل، حيث تواصل موريتانيا تقديم نموذج لاستقرارها في المنطقة.
تمكن الغزواني من تحقيق تقدم اجتماعي كبير من خلال إنشاء تأمين صحي شامل للموريتانيين ذوي الدخل المنخفض.
من حيث التعليم، تحتل موريتانيا مكانة رائدة في المنطقة وسيترأس الغزواني قمة G5 الساحل التعليمية بالساحل.

### العائلة
محمد ولد الغزواني متزوج من مريم بنت محمد فاضل ولد الداه، دكتورة في جراحة الأسنان بسلك الجيش الموريتاني. ولهما ثلاثة أولاد وثلاث بنات.
مريم بنت محمد فاضل ولد الداه، من مواليد 1980، درست طب الأسنان بدمشق، قبل أن تعود إلى موريتانيا. أثناء استعدادها للتجنيد في هيئة الأركان العامة للجيوش الموريتانية، التقت محمد ولد الغزواني، قائد الكتيبة المدرعة آنذاك. ثم بعد ولادة ابنهما الثاني، المصاب بالتوحد، التزمت بالعناية بالأطفال من ذوي الاحتياجات الخصوصية. وهي داعمة الاتحاد الموريتاني للمعاقين وساهمت في افتتاح مركز زايد في نواكشوط، وهو أول مركز دعم أطفال المصابين بالتوحد في غرب إفريقيا.

### الحياة خاصة
ينحدر محمد ولد الغزواني من سلالة صوفية مسلمة عريقة في موريتانيا وينتمي إلى قبيلة إديبوسات الثرية وذات النفوذ  ومثله مثل مختار ولد داده، أول رئيس لموريتانيا المستقلة، فإن أصوله تؤهله لتسميته «المرابط الحكيم».
و يعرّف نفسه بأنه مسلم متمسك بقيم الإسلام والطقوس المالكية التي تترجم إلى ترسيخ قيم مثل الاعتدال والتضحية والتواضع والشعور بالمشاركة والتضامن. وبحسب محمد فال ولد عمير باي، المدير العام لوكالة الإعلام الموريتانية، فقد تلقى تعليمًا دينيًا في أكبر المدارس ومن قبل كبار العلماء  في تلك الفترة.
الغزواني هو حافظ القرآن.